# گونلوجه (پوسوف)
گونلوجه (به ترکی استانبولی: Günlüce) یک منطقهٔ مسکونی در ترکیه است که در پوسوف واقع شده‌است.